# Comédie de Port-au-Prince
Comédie de Port-au-Prince, även kallad Salle Mesplés var en teater i Port-au-Prince i Saint-Domingue, öppen från 1778 till 1791.  Det var den första permanenta teatern i kolonins huvudstad, i en koloni där teaterkonsten var oerhört populär. 
Vid utbrottet av haitiska revolutionen försökte direktören Blainville med viss framgång använda teatern för att överbrygga spänningarna. Teatern brändes när staden Port-au-Prince anfölls och brändes 22 november 1791. 